# Firefly α
Firefly Alpha (Firefly α) — ракета-носитель лёгкого класса, разрабатываемая американско-украинской компанией Firefly Aerospace. Предназначена для запуска малых спутников, включая CubeSat. Согласно расчётам, разработка ракеты обойдётся в 100 млн долларов США.
17 мая 2018 года компания анонсировала открытие в городе Днепр своего Центра исследований и разработки, команда которого будет состоять из 150 работников. Центр оснастят самым большим в Украине 3D-принтером для промышленного изготовления металлических деталей ракеты высокого качества .

## История
«Альфа» изначально была спроектирована компанией Firefly Space Systems, чтобы устанавливать на её первой ступени ракетный двигатель FRE-2, содержавший 12 сопел, расположенных клиновидно под углом друг к другу. Для второй ступени планировался двигатель FRE-1 с одним обычным соплом. Оба движителя использовали бы как горючее метан. 
Масса полезного груза на НОО должна составлять 400 кг.
В 2015 году компания получила от НАСА 5,5 млн долл. на разработку ракеты для запуска малых спутников
После того как компания обанкротилась и была реорганизована в Firefly Aerospace, «Альфа» была перепроектирована. 
15 марта 2018 года состоялось тестовое включение двигателя Lightning 1 в течение почти 5 минут на испытательном стенде компании возле городка Бриггс, Техас.
20 сентября 2020 года компания провела наземные испытания первой ступени своей ракеты «Альфа» (стендовый прожиг двигательной установки).
3 сентября 2021 г. компания произвела пробный запуск ракеты Alpha с полезной нагрузкой с базы Ванденберг Космических сил США в Калифорнии. 
Пуск прошёл аварийно, ракета взорвалась спустя несколько минут после старта: вскоре после старта в пламени двигателей была заметна вспышка, затем ракета не развила сверхзвуковую скорость вовремя, а чуть выше начала вращаться, потеряла головной обтекатель и была взорвана в воздухе по команде с Земли . Согласно заявлению Firefly Aerospace ракета была взорвана из-за потери управляемости . В компании заявили, что расследуют инцидент; по предварительной версии, на 15-й секунде полета отказал один двигатель, к нему перестало подаваться горючее, поэтому на сверхзвуковой скорости ракета потеряла управляемость и её решили взорвать.
На подготовку к этому запуску ракеты Firefly Aerospace привлекла 75 млн долларов США.
2 октября 2022 года с площадки базы космических сил США «Ванденберг» был произведён частично успешный пуск РН Alpha. На околоземную орбиту высотой 300 км были выведены три спутника: Serenity, TechEdSat-15 (TES-15) и PicoBus, несущий пять «пикосатов» стандарта PocketQube.

## Конструкция
На обеих ступенях используются жидкостные ракетные двигатели (ЖРД) на топливной паре керосин RP-1 / жидкий кислород. Охлаждение двигателей — регенеративное (прохождение горючего через медную трубочку вокруг сопла). Reaver 1 и Lightning 1 относятся к двигателям с открытым циклом (англ. combustion tap-off cycle). Горячий газ, являющийся рабочим телом для компактно расположенных на одном валу турбонасосных агрегатов, после прохождения турбиной выбрасывается наружу. Двигатели могут дросселироваться на 20 %. Lightning 1 способен на один перезапуск.
Высота ракеты — 29 м, диаметр обтекателя КВ — 2 м. Его внутренний объём в 12,5 м³ позволяет разместить там до 6 кубсатов в конфигурации «второстепенный груз». Корпус и топливные баки ракеты изготовлены из современного композитного материала, армированного углеродным волокном.
Этапы запуска
|                                           | Время, с                   | Высота, км | Скорость, км/с |
| Старт                                     | 0                          | 0          | 0              |
| Выкл. главных двигателей Раздел. степеней | 165                        | 96         | 2,8            |
| Включение двигателя второй ступени        | 170                        | 106        | 2,8            |
| Отделение обтекателя КВ                   | 174                        | 114        | 2,8            |
| Выключение двигателя второй ступени       | 486                        | 500        | 7,7            |
| Отделение полезного груза                 | после выключения двигателя | 500        | 7,7            |

## Список запусков
| Запуск | Дата | Место запуска     | Миссия                             | Заказчик | Орбита | Результат       |
| 1      | 3 сентября 2021 | Ванденберг, SLC-2 | Alpha FLTA001 DREAM                | Benchmark Space, Кембриджский университет, Firefly, Fossa Systems, Hawaii Science and Technology Museum, AT&T, Университет Пердью, Teachers in Space, Inc. тому подобное | НОО    | неудача         |
| 1      | Объектами запуска станут BSS1, CRESST DREAM COMET, Firefly Capsule 1, PICOBUS (шесть PocketQubes), Hiapo, NPS-CENETIX-Orbital 1, Spinnaker3 и TIS Serenity |                   |                                    | |        |                 |
| 2      | 1 октября 2022 | Ванденберг, SLC-2 | Alpha FLTA002 TO THE BLACK         | Surrey Satellite Technology Limited | НОО    | частичный успех |
| 2      | Масса спутника — около 100 кг |                   |                                    | |        |                 |
| 3      | 15 сентября 2023 | Ванденберг, SLC-2 | Alpha FLTA003 VICTUS NOX           | Космические силы США | ССО    | успех           |
| 3      | Первый полностью успешный запуск Alpha. Вторая ступень выполнила повторное зажигание для управляемого схода с орбиты. |                   |                                    | |        |                 |
| 4      | 22 декабря 2023 | Ванденберг, SLC-2 | Alpha FLTA004 Fly the Lightning    | Lockheed Martin | НОО    | частичный успех |
| 4      | Запуск экспериментального (демонстрационного) спутника связи корпорации Lockheed Martin с электронно-управляемой антенной ESA (это устройство предполагалось использовать для координации боевых самолетов). Первая часть полета прошла по плану, однако далее произошёл сбой при запуске верхней ступени и спутник вышел на нерасчётную орбиту. Тем не менее инженерам удалось установить связь с ESA, что говорит о частичном успехе операции. |                   |                                    | |        |                 |
| 5      | 4 июля 2024 | Ванденберг, SLC-2 | Alpha FLTA005 Noise of Summer      | NASA | НОО    | успех           |
| 6      | 29 апреля 2025 | Ванденберг, SLC-2 | Alpha FLTA006 Message in a Booster | Lockheed Martin | ССО    | неудача         |
| 6      | Авария на этапе разделения ступеней, полезная нагрузка - опытная спутниковая платформа LM400 - на орбиту не выведена. |                   |                                    | |        |                 |
| 7      | 2025 | Ванденберг, SLC-2 | Alpha FLTA007 Elytra Mission 1     | |        | планируется     |